# Иван Вазов (квартал)
Вижте пояснителната страница за други значения на Иван Вазов.
„Иван Вазов“ е квартал на София, кръстен на българския писател Иван Вазов. Между кв. „Стрелбище“ и „Иван Вазов“ се намира и едноименният пазар „Иван Вазов“. Границите на квартала са бул. „България“ на север, бул. „Петко Тодоров“ на запад, а на юг и изток граничи с Южния парк – един от големите паркове в София.

## Образование
- Професионална гимназия по дизайн "Елисавета Вазова"
- 47-о Спортно училище
- Национална търговско-банкова гимназия
- Частно училище по изкуствата със засилено изучаване на чужди езици „Артис“

## Спорт
- Спортен комплекс „Раковски“
- Спортен комплекс „Спартак“
- Роден и живял големият футболист от „Левски“ Георги Соколов.

## Транспорт
- Директни връзки на градския транспорт с квартала:
  - Трамвай № 1,6
  - Автобусни линии № 74, 76, 102
  - Тролейбусна линия № 7,8

## Улици и произход на имената им
| Път                  | Наречен на                                                       | Местоположение |
| -------------------- | ---------------------------------------------------------------- | -------------- |
| „Балша“              | Балша, село в Софийско                                           | Карта          |
| „Бурел“              | Бурел, географска област в България и Сърбия                     | Карта          |
| „България“           | България, държава в Европа                                       | Карта          |
| „Бяла черква“        | ?                                                                | Карта          |
| „Витоша“             | Витоша, планина в Западна България                               | Карта          |
| „Д-р Георгиев“       | ?                                                                | Карта          |
| „Д-р Стефан Сарафов“ | Стефан Сарафов (1866-1921), лекар                                | Карта          |
| „Димитър Манов“      | Димитър Манов (1836 – 1880), революционер                        | Карта          |
| „Емил Берсински“     | Емил Берсински (?-1945), общественик                             | Карта          |
| „Забърде“            | Забърдие, географска област в България и Сърбия                  | Карта          |
| „Краище“             | Краище, географска област в България, Сърбия и Северна Македония | Карта          |
| „Михаил Буботинов“   | Михаил Буботинов (1839 – 1918), общественик                      | Карта          |
| „Петко Каравелов“    | Петко Каравелов (1843 – 1903), политик                           | Карта          |
| „Петко Ю. Тодоров“   | Петко Тодоров (1879 – 1916), писател                             | Карта          |
| „Правда“             | Справедливост, етическа концепция                                | Карта          |
| „Стефан Малинов“     | ?                                                                | Карта          |
| „Янко Забунов“       | Янко Забунов (1868 – 1909), общественик                          | Карта          |
| „Ярослав Вешин“      | Ярослав Вешин (1860 – 1915), чешки художник                      | Карта          |